# زبان ملی
زبان ملی، زبانی (یا زبان‌گونه‌هایی مانند گویش) است که مردم صحبت‌کننده یک کشور یا قلمرو، ارتباطی غیررسمی دفاکتو یا دوژور با آن دارند. امکان بکارگیری این اصلاح، محدود است. ممکن است یک یا چند زبان که به عنوان زبان نخست مردم آن کشور یا قلمرو صحبت می‌شوند به صورت غیررسمی یا مشخص شده در قانون اساسی، به عنوان زبان ملی کشور در نظر گرفته شوند. بحث زبان ملی در قانون اساسی بیش از ۱۵۰ کشور جهان آورده شده‌است.

## در سیاست
زبان ملی در سیاست چهار معنی کاملاً جداگانه دارد:
- زبان قلمروای (به انگلیسی: Territorial language)[۳]
- زبان منطقه‌ای (به انگلیسی: Regional language)
- زبان متداول در سراسر یک کشور (به انگلیسی: Language-in-common) یا (به انگلیسی: community language)
- زبان مرکزی (به انگلیسی: Central language) یا سیاسی که دولت‌مردان به صورت نمادین با آن صحبت می‌کنند و به آن زبان رسمی می‌گویند.

ممکن است از زبان معیار به عنوان زبان ملی، متداول، منطقه‌ای، یا بین‌المللی استفاده شود.

## مقایسه با زبان رسمی
زبان ملی و زبان رسمی دو مفهوم یا رسته جداگانه هستند که ممکن است با یکدیگر برابر بوده یا عمداً از یکدیگر جدا شوند. مردم بی‌کشور، در موقعیتی نیستند که بتوانند برای خود زبان رسمی تصویب کنند. اما ممکن است که زبان‌های آن‌ها به اندازه کافی، متمایز و خوب‌محافظت شده باشد تا به عنوان زبان ملی شناخته شوند. ممکن است برخی زبان‌ها به عنوان زبان ملی شناخته شوند. درحالی‌که برخی دیگر به عنوان زبان رسمی استفاده شود.
در بسیاری از کشورهای آفریقایی از برخی زبان‌های بومی به عنوان زبان رسمی استفاده شده یا به‌طور گسترده‌ای به عنوان زبان نیمه‌رسمی ترجیح داده می‌شوند. منظور از ترجیح یعنی در مدارس، آموزش داده شده و در نگارش‌های رسمی و معتبر، چه در طولانی یا کوتاه مدت یا به صورت موردی از آن استفاده می‌شود. برای تبدیل شدن به زبان رسمی، ممکن است لازم باشد دولت‌های محلی یا فدرال یا مرکزی به عنوان زبان‌های نوشتاری یا گفتاری خود از آن استفاده کنند یا صحبت‌کنندگان آن، به خاطر پرداخت مالیات بیشتر در موقعیت برتر قرار گیرند یا دست کم آن زبان قابلیت زیادی برای یادگیری یا پذیرش در عموم جامعه داشته باشد و بتوانند خود را هم‌تراز زبان (های) رسمی کشور قرار دهد. به علاوه ممکن است با آموزش در دوران تحصیل اجباری و خرج پول برای تشویق بزرگ‌ترها به یادگیری که در اصل، زبان یک اقلیت در یک منطقه خاص است بتوان اهمیت و درک داستان‌های اخلاقی، قافیه‌ها، اشعار، اصطلاحات، ترانه‌ها و دیگر میراث فرهنگی آن زبان که باعث همبستگی جامعه (با حفظ دیگر زبان‌ها) می‌شود را گسترش داد. همچنین می‌توان در زمانی که کاربرد زبان‌های غیر بومی، از سوی جامعه رد می‌شوند از زبان ملی برای بیان تفاوت‌های ناسیونالیستی استفاده نمود.

## در ایران
در ایران، زبان فارسی به عنوان زبان رسمی شناخته می‌شود.